# Vanil Blanc
Pour les articles homonymes, voir Vanil.
Le Vanil Blanc est un sommet des Alpes bernoises culminant à 1 827 mètres d'altitude. Il est situé en Suisse, dans le canton de Fribourg.

## Toponymie
Son nom serait une opposition au Vanil Noir situé de l'autre côté de la vallée de la Sarine.

## Géographie
Le Vanil Blanc est situé dans les Préalpes fribourgeoises. Il s'agit, dans le canton de Fribourg, de l'un des premiers sommets entre le Plateau suisse et les Alpes bernoises. Il fait partie d'une ligne de crêtes axée du sud vers le nord et séparant la vallée de la Sarine du plateau suisse. Au sud, se trouvent la dent de Lys puis le Vanil des Artses. Au nord, se trouvent le Teysachaux puis le Moléson.

## Activités
Sur ses pentes se trouvent de nombreux alpages où l'élevage est pratiqué l'été pour la confection de fromage. Il est aussi situé sur le chemin de randonnées.